# Национальный совет Ирана
Национа́льный сове́т Ира́на (перс. شورای ملی ایران‎), официально — Национа́льный сове́т Ира́на за свобо́дные вы́боры — правительство в изгнании, образованное представителями иранской политической эмиграции. Образовано в апреле 2012 года в Париже, имеет представительства в Канаде и США. Целью организации является свержение находящегося у власти в Иране клерикального правительства и проведение в стране демократических преобразований.
Основателем и действующим руководителем организации является наследный принц Реза Пехлеви, старший сын Мохаммеда Резы Пехлеви последнего шахиншаха Ирана, свергнутого в ходе Исламской революции.

## Организационная структура
- Исполнительный совет
- Высший совет
- Секретариат
- Комитеты
  - Финансовый отдел
  - Отдел по связям с общественностью
  - Технологический отдел

## Участницы
- Конституционалистская партия Ирана.
- Паниранистская группа.
- Шахская ассамблея Ирана.